# عبد الحميد الديب
عبد الحميد الديب شاعر وأديب مصري، كما تسمى بـ«وريث الصعاليك» ولد في يوليو من العام 1898م بقرية كمشيش، إحدى أعمال محافظة المنوفية بمصر، في أسرة بائسة يعولها ربها تاجر الماشية واللحوم الذي كان جُل نشاطه في المواسم والأعياد، نظرًا لطبيعة الوضع الاقتصادي للقرى المصرية في ذلك الحين.
تسهب الروايات في وصف فقر الديب وعائلته، فتذكر مثلا أنه كان يرتدي الثياب الرثة، حتى في الأعياد ومواسم الفرح شأنه في ذلك شأن كثير من الأسر في القرى المعدمة والفقيرة، إلا أنه لم يصبح كلُ أبناء تلك الأسر شعراء ذوي صوتٍ يُسمَع، لذا لم نسمع بتفاصيل معاناة أحد منهم سوى «عبد الحميد الديب».
ألحقَ والدُ الديب ابنه بالكُتّاب في قريته ليحفظ القرآن الكريم، وكان يحلم بأن يصبح ولدُه شيخ عمود بالأزهر، وهو أقصى طموح يمكن لأب قروي أن يطوله في ذلك الحين. ولكن كانت لـ«عبد الحميد» مآربُ أخرى من وراء مخالطته للأزهريين، فعن طريقهم حصل على دواوين أعلام الشعراء العرب كالمتنبي وابن الرومي والمعري وأبي نواس وغيرهم، فأشبع بها نهمه إلى القراءة، ورأى في نفسه هوًى إلى الشعر الحزين الباكي الذي يرثي النفس ويتقطع عليها أسًى، فقد وجد فيه تصويرًا لحاله، ومواساةً لبؤسه وحرمانه.

## حياته بالإسكندرية
أرسل الأب ابنهُ «الديب» إلى معهد الإسكندرية الديني في عام 1914م، ليواصل تعليمه الأزهري، فانفتحت بذلك أمامهُ آفاق ٌجديدة من الإدراك والوعي بالجمال والمباني والناس والثقافات المختلفة، ولا عجب فالإسكندريةُ في مطلع القرن العشرين هي الميناء الشمالي المفتوح لمصر.
لم تكن هذه المشاهد إلا فتقًـا آخر في جرح الفقر والشعور بالحرمان لديه، فبينما تداعبُه هذه المشاهدُ سحابة يومه، يرجعُ آخر الليل إلى غرفته شبه العارية من الأثاث، فيستيقظ بداخله مارد الحسرة، ليأخذ في رثاء نفسه:
ضاقت بهِ الدنيا فكُــن رحْـبًا بــهِ
قد ذلّ مِـن غدر الزمانِ ورَيـْـبــِهِ
لا تنكروا الشكــوى على مُتبرّمٍ
قـلـِـق الحـياةِ كمَـن يُشـاكُ بثوبهِ
أنا لا أرى فـي شـبــابيَ لذة
لهــفـي على مرحِ الشبابِ وعُجبـهِ
مـن كـان توأمَـهُ الشقـاءُ وصنـْوَهُ
فشـبـابُهُ حـربٌ عليهِ كـشَـيْـبـِهِ!
ولا عجب أن يسيطر هذا الإحساسُ على الديب، ويتمكن من نفسه فيصبح شغله الشاغل هو البكاء على حاله وحرمانه، فلم يكن الديب قد انخرط في عمل بجانب دراسته يقيم به أود نفسه، وإنما كان ينتظر القروش القليلة والزاد القروي الذيْن كان والدهُ يرسلهما إليه شهريا، ويقضي حياته متسكعًا يهيم على غير هدًى، يتحايل على وجبة أو شراب.
إلا أنه لم يكن يبتغي بهذا سوى إمتاع نفسه فقط بما لم يُقدَر لهُ في قسمته، ولم يكن يتصعلك لأجل الدفاع عن حقوق أمثاله من الفقراء، أو لتوزيع ما يغنمهُ من صولاته على المعوزين مثلا كما كان «عروة بن الورد» يفعل قديمًا.

## حياته بالقاهرة
بعد أن فرغ الديب من دراسته بمعهد الإسكندرية والتي تؤهله للالتحاق بالأزهر الشريف، سلك طريقه إلى القاهرة عام 1920م، ليحقق حلمَ والده بأن يصبح صاحب عمود في أروقة الأزهر، إلا أنه لم يستسغ العلوم الأزهرية نظرًا لطبيعة نفسه الميالة إلى الأدب والشعر، فانضم إلى مدرسة «دار العلوم» ليس لموافقة علومها لهوى نفسه فقط، وإنما لأنه علم بأنها تمنح طلابها مكافأة شهرية لإعانتهم على نفقات معيشتهم ودراستهم.
تمضي الأيامُ بالديب في دار العلوم في نوع من الاستقرار المادي أتاح لهُ النبوغ في الشعر، حتى أصبح الشاعر المرموق المحبوب بين أقرانه، والأثير لدى أساتذته. يأتيه خبر وفاة والده ثم والدته تباعًا وهو في القاهرة، فيشعر بالضياع وعبثية الحياة، ويسيطر عليه الاعتقاد بأنه لا جدوى من أي جهد أو طموح فيها، ويعود إلى كآبته وتهويله للأحزان والحرمان، ويترك نفسه فريسة للحزن، مُهملاً نفسه ودراسته التي كانت من عوامل استقراره النفسي يومًا. وانكبّ الديب يرثي والديه بشِعر كثير يعدد فيه مناقبهما ويتذكر حنانهما:
الـوالدانِ هلكـتُ بعدَهُـمــا
مَن لي على ردِّ الأسى بهـِمـا
أستـوحِـشُ الدنيـا كراهيَـةً
مُذ ذقتُ كأسي من فراقـِهِـما
نظرًا لطبيعته غير الراضية ونمط شخصيته غير المُطمَئن على الدوام؛ انصرف عن دراسته في دار العلوم شيءًا فشيئًا، ليعود من جديد إلى حياة التسكع بين المقاهي والملاهي الرخيصة، وجلسات الأدباء والصعاليك. تدركهُ النجدة، فيلتقي بالموسيقار سيد درويش في مطلع 1923م، ويرى فيه درويش كنزًا شعريا ثمينًـا سينظم له المطلوب من القصائد والأغنيات، بينما يجدُ الديب في درويش ضالتهُ التي ينشدها من رخاء العيش، لا سيما وأن «درويش» كان ممن يُغدقون على مَن حولهم.
لعل هذه هي الفترة الوحيدة التي يكاد المرء يلمس بها في شعر الديب بارقة من السرور والنظم في أغراض أخرى غير التشاؤم والاعتراض على القدر، وهجاء الغير، ورثاء النفس. وكعادةِ الدنيا لا تصفو لأحدٍ، فقد وافت المنية "سيد درويش" في 1923م، وكانت صدمة كبيرة للديب، فما كادت أحلامُه تتحقق حتى دُفنت مع صديقه تحت التراب. ويعود الديب مرة أخرى إلى الهيام على وجهه في الطرقات وبين المقاهي والحانات يعاني الجوع والتشرد.

## شخصيته
من قراءة سيرة حياته نجد أنه شخصية غنية بمركبات كثيرة، منها قوة الإحساس التي كونت شاعريته في مجملها، ومنها اعتزازه الفائق بنفسه الذي أضره في مراحل حياته جميعًا فصبغ شعره بالسلبية المتمثلة إما في البكاء على النفس ومواساتها، أو في هجاء الآخرين هجاءً بلغ من قذاعته في كثير من الأحيان أن امتنع الكُتاب عن نقل هذا الهجاء في كتبهم التي تحدثت عن الديب. يظهر هذا الاعتزاز بالذات في مواضع أخرى من شعر الديب في صورة جنون العظمة عندما نراه يشبه نفسه بالأنبياء، كما في قوله:
بينَ النجومِ أنـاسٌ قد رفعتُـهُـمُ
إلى السماءِ فسَدّوا بابَ أرزاقـي!
وكنتُ «نوحَ» سفينٍ أرسِلتْ حرمًا
للعالمينَ فجازَوْنـي بإغراقـي!
بل هو لا يتورعُ عن سبّ الدهر في سبيل رفع قدر ذاته، ودفع تهمة الكسل والضعف عنه، ونجد هذا شائعًا في شعره، ومنه:
شكَوْتُ وما شكوايَ ضعفٌ وذلةٌ
فلسـتُ بمستجدٍ ولا طالبًا يـدا
ولكننـي أفحمـتُ ظلمًا بمنطقٍ
من الدهرِ لم تبلغ غباوتهُ مَـدى
كما أقعدهُ هذا الاعتزاز بنفسه من جهة أخرى عن طلب الرزق بالوسائل المشروعة لمقاومة عوَزه، والصبر على السعي وراء لقمة العيش. روى عنه صديقه الأستاذ فتحي رضوان في كتابه: «عصرٌ ورجال»

«أنه كان كسولاً يكره العمل ويضيق بالنظام والرتابة، ويعشق التجوال، ولم يكن يصبر ليُتِمّ عملاً، حتى على نظم شعره».

ويصفه الأستاذ "محمد رضوان" في كتابه: «الصعلوك الساخر وشعره المجهول» بأنه ذو طبيعة «قلقة»، وهو يقصد بذلك غرامه بالتغيير المستمر، وعدم الاستقرار في وظيفة ولا حياة.
العجيبُ أن شعرهُ يُعد -رغم كسله- موسوعة في السخط على القدر والدهر والمقسوم، وكأن هذه الأشياء هي المسئولة عن أوضاعه الحياتية السيئة التي ترك نفسه يتردّى فيها، بينما كان بيده أن يرفع من وضعه الاجتماعي والاقتصادي إلى ما يسمحُ له بالعيش في وضع أكرم من حياة التشرد والتسكع.
ونتيجة طبيعية لحياةٍ مثل هذه، فقد سقط الديب في دوامة الإدمان التي أودت بهِ إلى مستشفى الأمراض العقلية، وإلى السجن الذي تكرر وُفوده عليه بتهم أخرى منها السكرُ والعربدة، والمشاحنات وعدم أداء الدين. وقد تحدث بنفسه عن محنة الإدمان وما فعلت به في مذكراته التي نشرها في 1931م باسم مُستعار هو «عبد المجيد»، وسماها «أيامي بين المجانين»، يقول:
وإخوان سجنٍ قُبّحت مـن وجوههمْ
همـومٌ تتوالـى دائمًـا وخطـوبُ
فمنظرهُم أضحوكــةٌ كلبـاسهـِم
ومَخبرُهم فـي الحادثـاتِ رهيـبُ
لقد كنتُ فيهم يوسُف السجن صالحًا
أفسّرٌ أحلامًــا لهُــم وأصيـبُ!

تمرده وطرافته:
ملمحٌ آخر يبرزُ وسط منظومة شخصية الديب العجيبة، وهو التمرد المستمر، ولكنه السلبيّ الذي لا يدفع بصاحبه للأمام، تمردٌ على المجتمع بكافة طوائفه، لقد تمرد الديب حتى على أصدقائه وهجاهم عندما تخلوا عنه، بوجهة نظره. تمرد «الديب» على السلطة، فيطلق لهجائه العنان غيرَ مُبالٍ بعواقب ما يفعل:
لستُم لنا الأكفاءَ.. أنتُم عُصبةٌ
ما في جهادكُمُ لمصرَ نصيبُ
حتمًا سيأخذُكم على أعناقِكُـم
يومٌ بأخـذِ الظالمينَ قريـبُ
يوم الشبـابِ الطامحينَ وإنهُ
كغَدٍ لمـن يرجو سناهُ قريبُ
ملمحٌ أخير لم يُفسح له الديبُ مساحته الكافية في شخصيته، فلم يظهر في شعرهِ إلا لمامًا في مداعبات الأصدقاء، ذاك هو خفة الظل وحُسن التندُر والسخرية.

## توبته
ولا يجدر بنا أن نغفل الإشارة إلى لحظات صدقٍ وتهذُب توافي الديب أحيانًا، وتومضُ في أشعارهِ بصيصًا من نور. ولعل أعمق هذه اللحظات ما سجلتهُ قصيدة «توبة» التي يعلن فيها توبته عن الخمر، ويحكي فيها معاناته مما جلبتهُ عليه من وبال، ومنها هذه اللحظة المؤثرة:
إلى الله أشكـو ما فقدتُ من الصبا
بحانــةِ خمّارٍ وبيـتِ قسـوسِ
فمَـن يدعُني للكأسِ بعـدُ فإننـي
تَخِذْتُ الهدى كأسي وروحَ أنيسي
ومـاذا وراءَ الخمـرِ إلا روايـةٌ
تمثـلُ أحزانـي وشـدةَ بوسـي!
وها هو يتراجعُ عن اعتراضاته المستمرة على قسمة الله لهُ في الرزق، فيؤنب نفسه:
أأكفُرُ من بؤسي بأحكامِ خالقـي؟
كفى بيَ رزقًا أنني الدهرَ مسلمُ!
ولا تقتصر اللحظات الصادقة عند الديب على الإيمانيات فقط، وإنما تعدو ذلك إلى حديثه عن فقره دون تهويل، وبغير أن يعزو فقره إلى عنصر خارجي، يقول من قصيدة «أنا ورمضان»:
ها هو المغربُ وافى.. أين زادي؟
وعيالـي في ارتقـابٍ لمعـادي
ليسَ غيرُ الدمعِ زادي وعتـادي
موقفٌ أقتَـلُ من وقعِ الزنـادِ!

## وفاته
أخذت جذوة الشعر تخفت في نفس «الديب» منذ العام 1939م؛ إذ كان قد أهدرَ جسده وذهنه وطاقته الروحية في أوحال المخدّر وبين السجون ومستشفى الأمراض العقلية، إضافة إلى ثوابه إلى رشده بعد سطوع نور الهداية بين أرجاء نفسه، فوجد أن الشعر قد استهلكه، وصرفه عن طريق الله بما كان ينظمه فيه، وأخذ ينظم أشعارًا يتأسى فيها على ذنوبه وحياته التي ضاعت منه، ويتخيل نفسه يوم الحساب بين يدي الله.
ولم يعش في هذه الحياة سوى نيف وأربعين عامًا؛ إذ لقي مصرعهُ إثر أنفجار في المخ لم يمهله الا ساعات فجأة في حادث أليم لم تُفصح المصادر عن تفاصيله ولا ملابساته، وكان ذلك في إبريل 1943م. وكان من جميل شعره الذي قاله في سنيّه الخمس الأخيرة، رغم عدم تخليه عن مساواة نفسه بالأنبياء، إلا أن الصورة هنا تختلف:
تبتُ من ذنبي ومن ترجـع بـهِ
نفسُـهُ للهِ يبعثهُ تقيّا
توبة من بعد أن فــزتُ بهـا
كلُ شيءٍ صار في عينـي هنيّا
فتراني في السمـواتِ العُلـى..
أصحبُ الشمسَ وتعنو لي الثُريّا
ولـدى سدرتهـا فـي موكـبٍ
ما حـوى إلا ملاكًـا أو نبيّــا
ويبقى السؤال، هل كان «الديب» من الشعراء الصعاليك، وهل حافظ على ميثاقهم لينال هذا اللقب، أم أن الصعلكة -شأنها كشأن كثير من الأمور- قد تغيرت معاييرها وأخلاقياتها في عصرنا الحديث، فغدت هي صعلكة «عبد الحميد الديب» ؟